# Ecletto (cubicolario)
Ecletto, o Eletto (in latino Eclectus o Electus; 145 circa – Roma, 28 marzo 193), è stato un funzionario romano il quale ebbe un ruolo di primo piano nell'uccisione di Commodo e nel conferimento dell'impero a Elvio Pertinace.

## Biografia
Non sono molti i dati certi sulla vita di Ecletto prima del 191, né sono noti il luogo e la data di nascita. Erodiano afferma che fosse originario dell'Egitto. Giulio Capitolino nella biografia di Lucio Vero scrive che l'imperatore si circondava di «liberti privi di scrupoli» (in latino libertos improbos), i quali, dopo la morte di Vero nel 169, col pretesto di assegnar loro altri incarichi onorifici, furono tutti allontanati da Marco Aurelio tranne Ecletto, «il quale in seguito sarebbe stato l'uccisore di suo figlio Commodo» (in latino qui postea Commodum filium eius occidit). Cassio Dione, invece, lo presenta come cubicolario di Quadrato, figlio di Cornificia, sorella di Marco Aurelio e quindi zia di Commodo. Per inciso, Quadrato aveva per moglie Marcia la quale, dopo l'uccisione di Quadrato da parte di Commodo nell'anno 182, divenne concubina di Commodo e, dopo l'uccisione di Commodo (31 dicembre del 192), divenne moglie di Ecletto.
Nel 190 Ecletto subentrò a Cleandro, fatto uccidere dall'imperatore, come cubicolario di Commodo, raggiungendo in tal modo un ruolo di grande potere. Secondo Dione Cassio, era stata Marcia a svelare a Commodo la ribellione di Cleandro; secondo Erodiano, era stata invece Fadilla, la sorella di Commodo. 

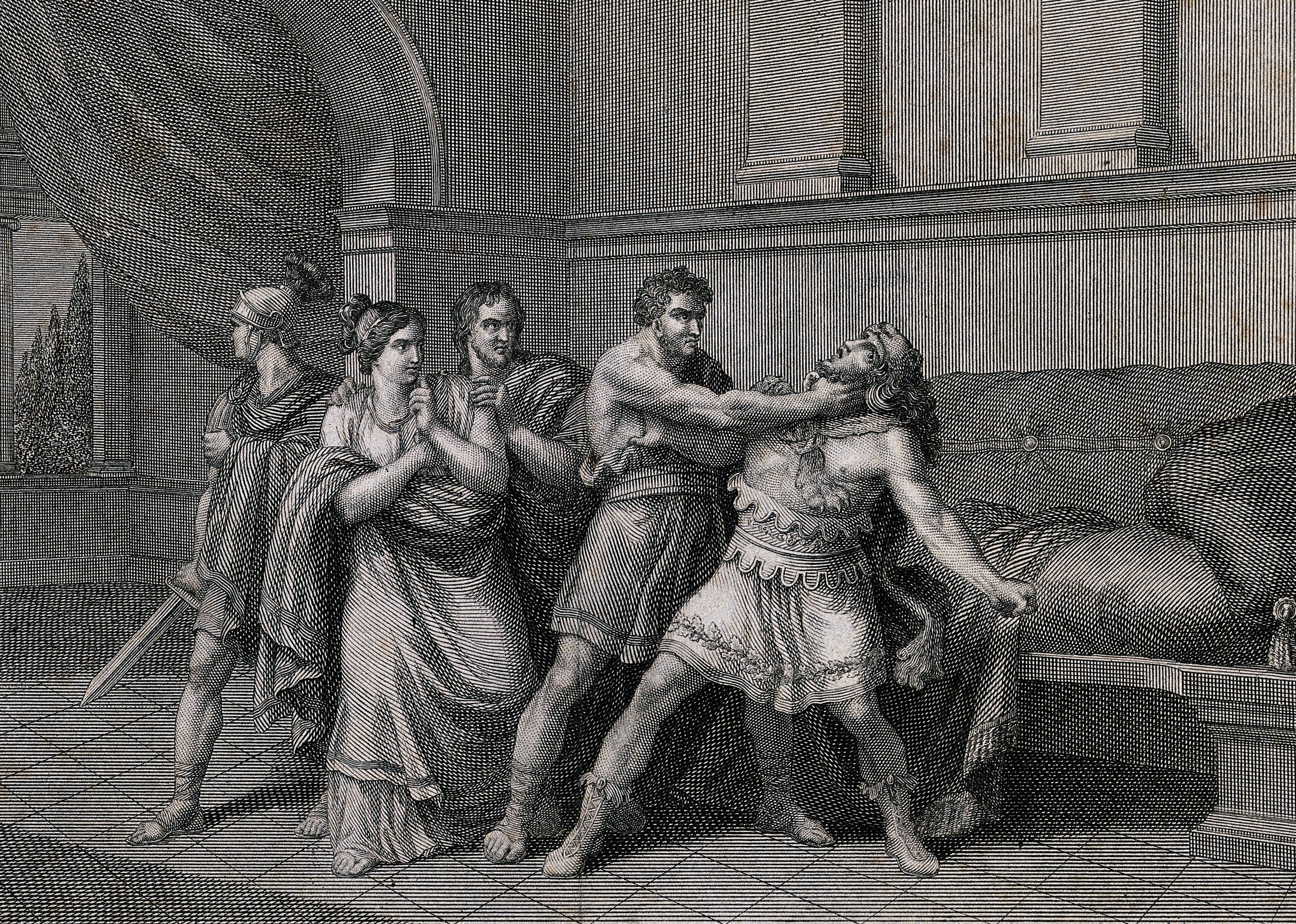
Narcisso strangola Commodo; a sinistra: Leto, Marcia ed Ecletto. (Autore: Bartolomeo Pinelli. Incisore: Giuseppe Mochetti).

Ecletto svolse un ruolo primario, assieme a Marcia e al prefetto del pretorio Quinto Emilio Leto, nella congiura che portò alla morte di Commodo e al conferimento dell'impero a Pertinace. Riguardo all'uccisione di Commodo, i congiurati agirono per legittima difesa e per evitare spargimento di sangue innocente. Per Erodiano l'iniziativa era stata di Marcia, Leto ed Ecletto; per Cassio Dione, l'iniziativa era stata di Leto e di Ecletto i quali avvertirono successivamente Marcia. L'Historia Augusta cita Marcia e Leto, ma non Ecletto, fra i promotori della congiura; attribuisce però a Ecletto, oltre che a Leto, l'invito a Pertinace. 
Ecletto rimase con Pertinace fino alla morte: affrontò coraggiosamente i soldati che assalivano l'imperatore e, dopo averne ucciso due, fu ucciso a sua volta.